# Gare d'Oakleigh Park
La gare d'Oakleigh Park (en anglais : Oakleigh Par railway station), est une gare ferroviaire de la East Coast Main Line, en zone 4 Travelcard. Elle  est située sur le Oakleigh Park North et la Alverstone Avenue  à Oakleigh Park (en), dans le borough londonien de Barnet, sur le territoire du Grand Londres.
C'est une gare Network Rail desservie par des trains Great Northern.

## Situation ferroviaire
Établie à 65 mètres d'altitude, La gare de Oakleigh Park est située sur l'East Coast Main Line, entre les gares de New Barnet, en direction de la gare d'Édimbourg-Waverley, et de New Southgate, en direction de la gare de King's Cross. Elle dispose de quatre voies encadrant deux quais centraux.

Plans : de la ligne et du réseau des transports à Londres
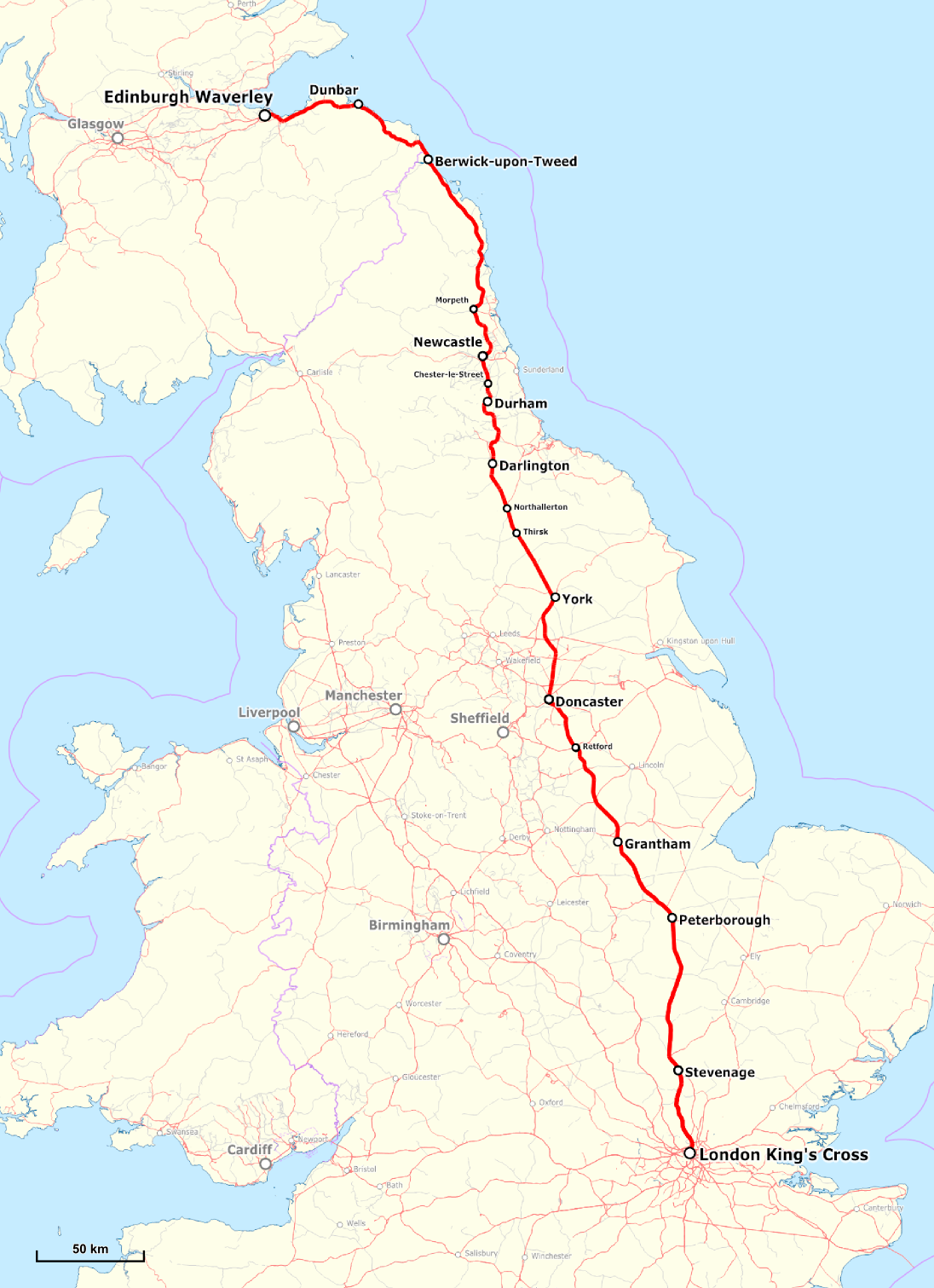
East Coast Main Line.
Réseaux de Londres.

## Histoire
La gare d'Oakleigh Park est mise en service le 1er décembre 1873.

## Service des voyageurs

### Accueil
La gare dispose d'une entrée principale sur le Oakleigh Park North et la Alverstone Avenue  à Oakleigh Park (en).

### Desserte
La gare de Oakleigh Park est desservie par : des trains Great Northern sur la relation gare de de Welwyn Garden City (en) - gare de Moorgate.

Installations et dessertes
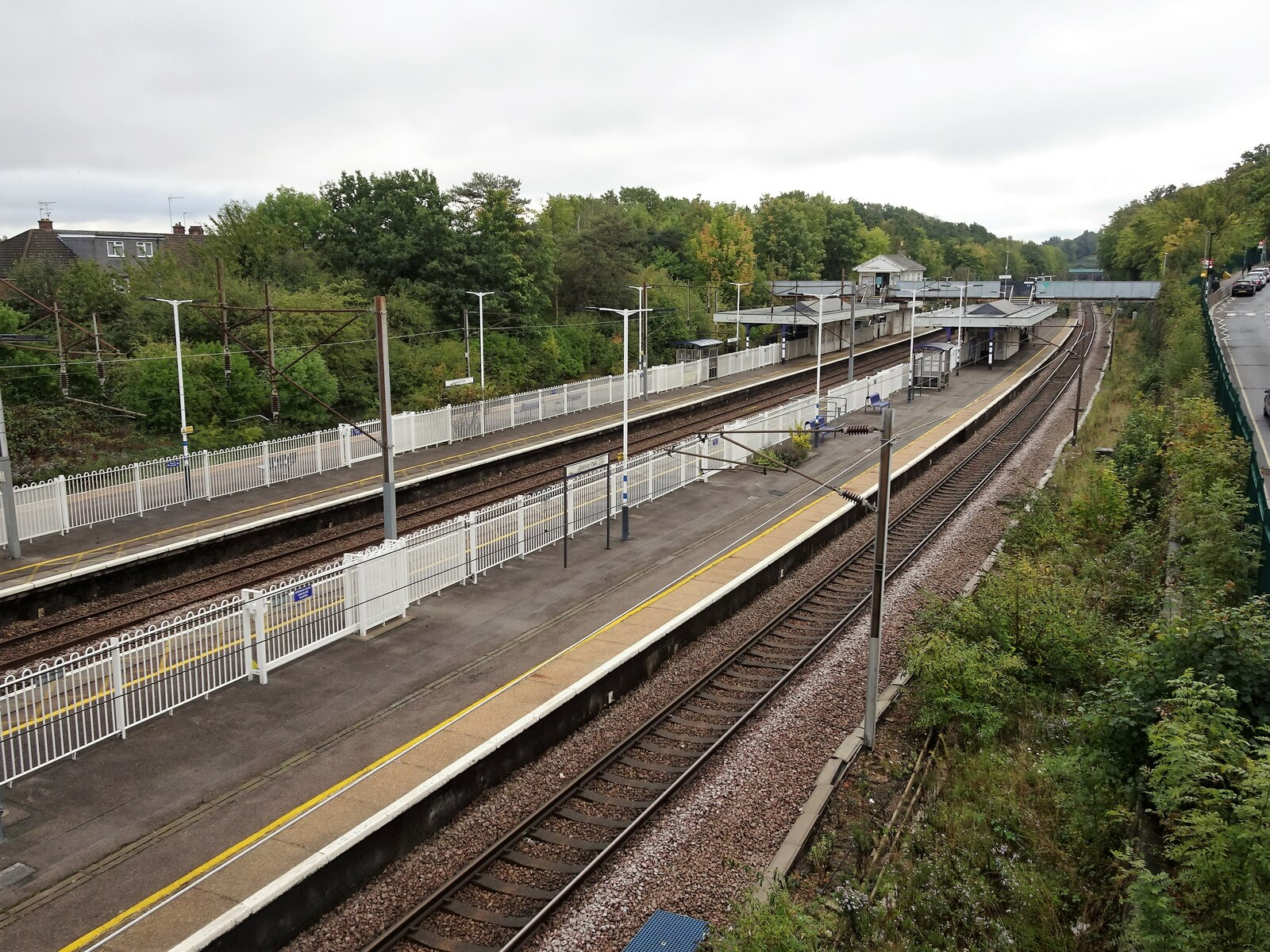
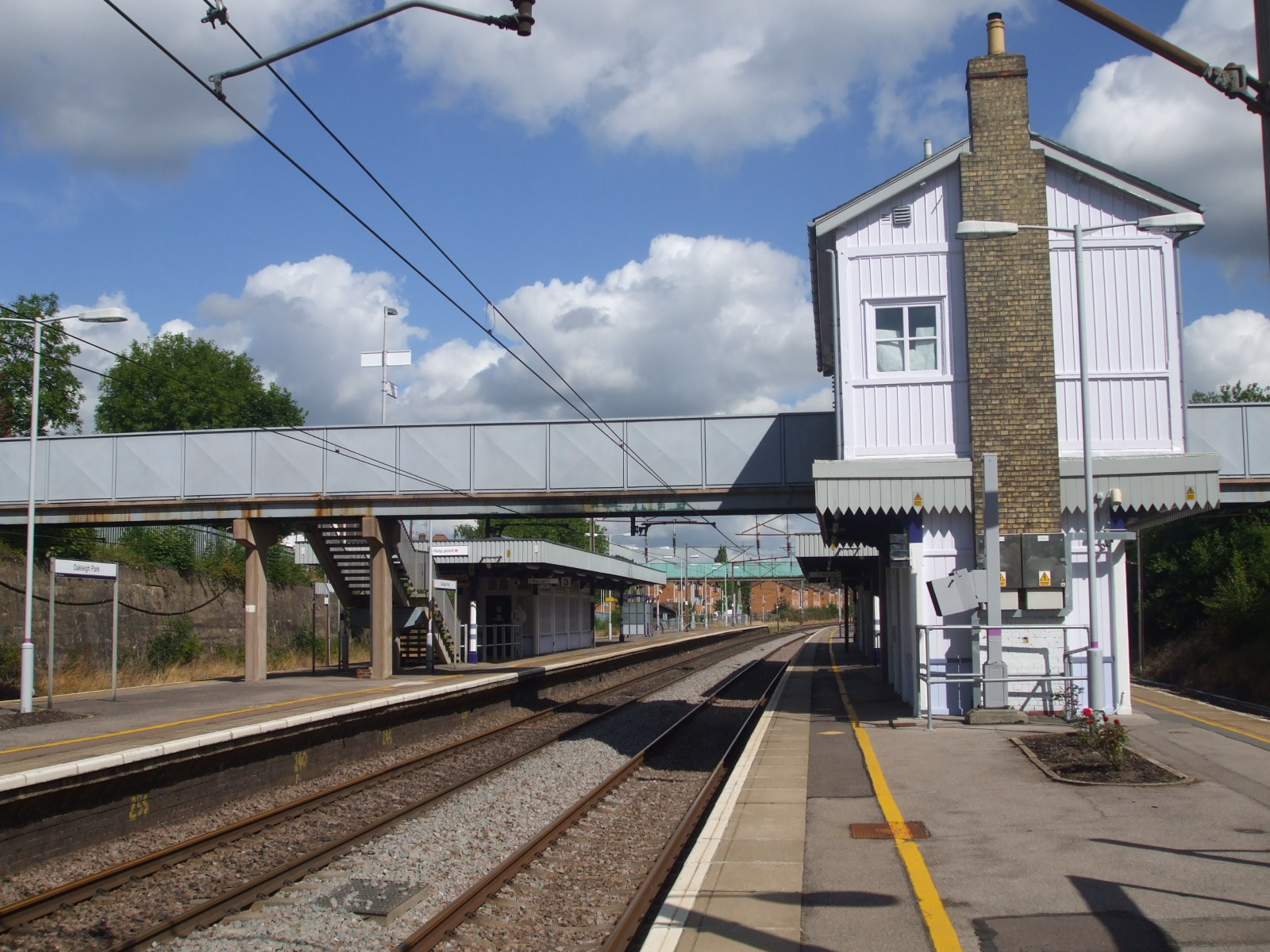
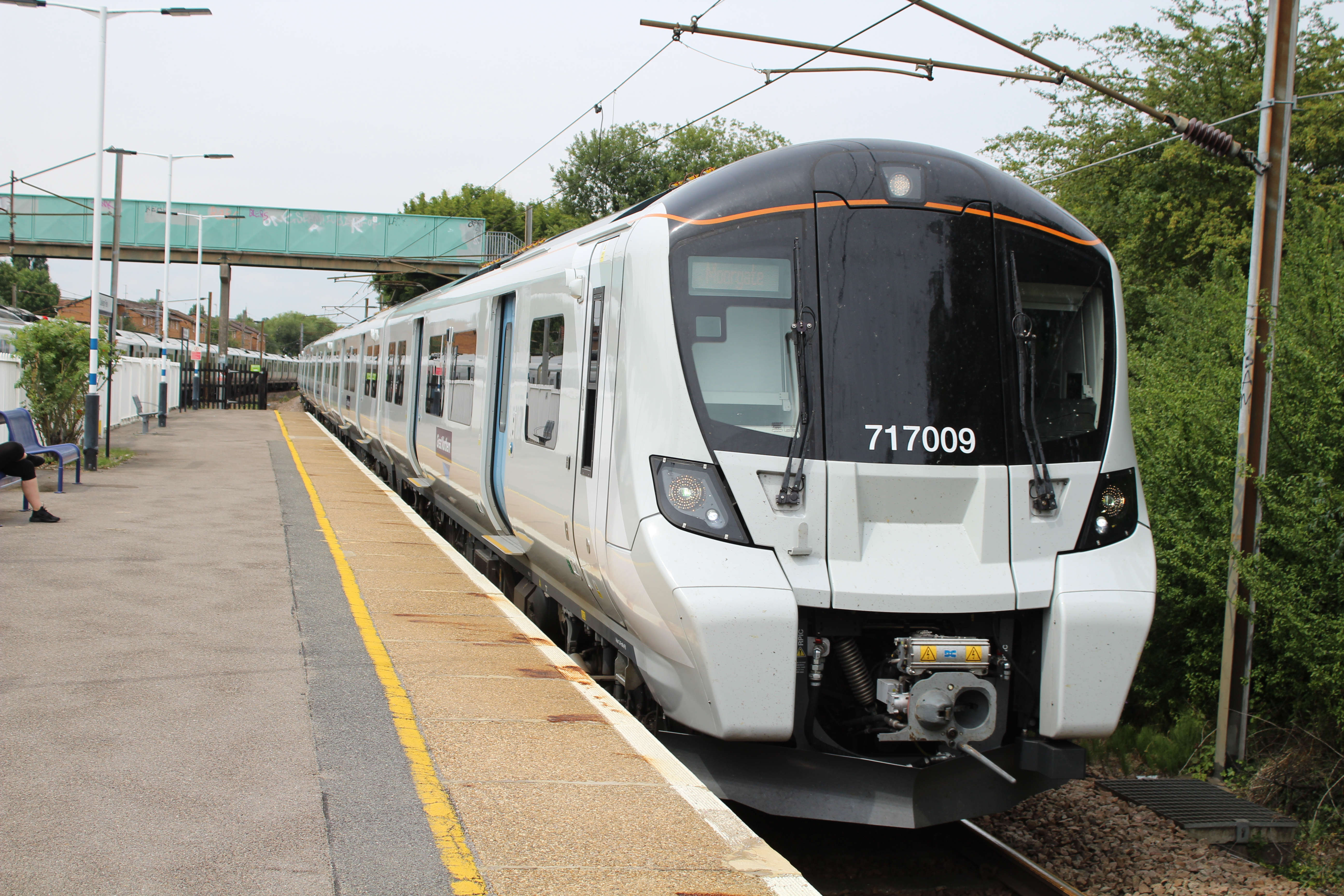
2019.

### Intermodalité
Elle est desservie par des autobus de Londres de la ligne 383.